# Rečka
Rečka (mađ. Recsk) je veliko selo na sjevernom dijelu istočne polovine Mađarske.  
Površine je 45,37 km četvorna.  

## Zemljopisni položaj
Sjeverozapadno je Mátraderecske, sjeveroistočno je Szajla, istočno je Sirok i prirodni rezervat prirodni rezervat Siroki Nyírjes-tó, zapadno je Bodony, zapadno-jugozapadno je Parád, jugozapadno i južno je zaštićeni krajobraz Matre (Mátrai Tájvédelmi Körzet) kojim upravlja nacionalni park Bükk. Južno se nekad nalazio radni logor Rečka.

## Upravna organizacija
Upravno pripada petervasarajskoj mikroregiji u Heveškoj županiji. Poštanski je broj 3245. U velikom selu djeluje romska manjinska samouprava.

## Povijest
Mađarska državna služba sigurnosti Államvédelmi Hatóság južno je od Rečke imala svoj radni logor kamo je odvodila osumnjičenike. Radni logor Rečka bio je na zlu glasu. Važio je kao "mađarski Gulag". Ondje su završili i brojni Hrvati iz Mađarske, koji su onamo bili internirani za vrijeme rakošijevskog poretka.

## Vode
Nalazi se na dvama potocima: Paradi i Čevici, kraj sutoke s Blatnim potokom, Mikloševim potokom i drugima.  

## Promet
Kroz Rečku prolazi državna cestovna prometnica br. 24. Iz Rečke vodi cesta kojom se ova prometnica spaja s državnom cestovnom prometnicom br. 23. Kroz Rečku prolazi željeznička pruga koja povezuje Rečku s Egerom i Miškolcem. U Rečki je željeznička postaja Recsk-Parádfürdő.

## Stanovništvo
2001. je godine u Rečci živjelo 3036 Rečkanaca i Rečkankinja, većinom Mađara, 4,8% Roma, te nešto Nijemaca i Rumunja.

## Znamenitosti
- arboretum Vilmosa Jámbora
- dvorac obitelji Barkóczy
- spomen park logorašima radnog logora

## Vanjske poveznice
- Službene stranice
- Galerija zračnih fotografija